# ジェーン・コールデン

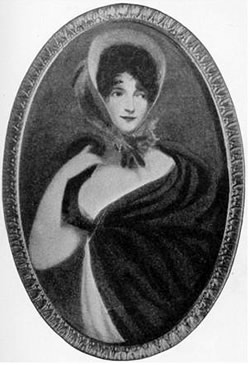
ジェーン・コールデン

ジェーン・コールデン（Jane Colden、1724年3月27日 – 1766年3月10日）は、アメリカ合衆国の植物学者である。エイサ・グレイらによって、「アメリカ最初の女性植物学者」と評されている。ニューヨーク地域の植物に関する文書を残し、340の種のインクによる図を残した。
ニューヨークに生まれた。父親はエディンバラ大学で教育を受けた医師で、ジェーンは父親から教育を受け、リンネの分類法なども教えられた。1753年から1758年の間に、ハドソン川渓谷などの300種の植物を分類した一覧を作った。インクを使った葉拓の技術を開発し、たくみに植物画を描いた。多くの図版にその植物の薬効に関する言い伝えを付記した。この作品に関して、1756年1月にピーター・コリンソンからジョン・バートラムに知らされ、最初の女性植物学者として認識されていた。博物学サークルに参加し、アメリカ植民地やヨーロッパの植物学者と種子や植物交換を行った。父親を通じて、当時の指導的な植物学者と知り合い、その中にはリンネもいたが、コールデンが分類し、命名した植物の名前のほとんどは、種名として残ることはなかった。1759年にDr. William Farquharと結婚するが、1766年の出産時に41歳で死亡した。結婚後の植物学分野の活動については知られていない。
コールデンの残した記録（文書）は大英博物館に保存されており、その一部が1963年に複製が出版されコールデンの業績は再評価された。

## コールデンの草稿の画像

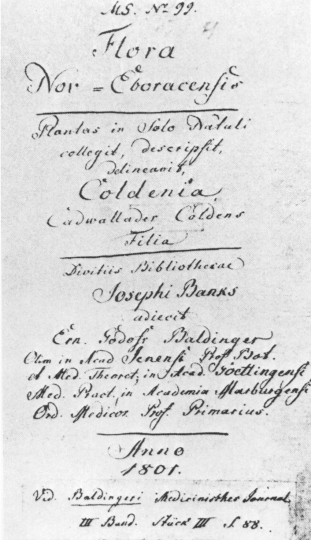
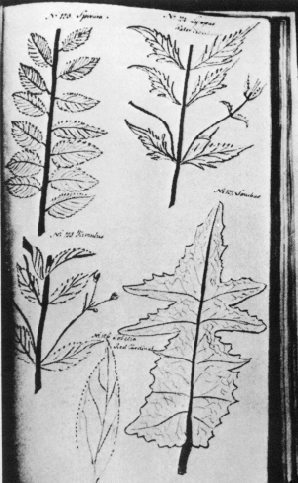